# 吉林澳华职业篮球俱乐部
吉林澳华职业篮球俱乐部曾经是中国全国男子篮球联赛（NBL）的一只参赛球队，成立于1999年，主场位于长春。2006年俱乐部解散，球队退出NBL联赛。
1999年，吉林澳华篮球俱乐部成立，当时只有女篮。2003年球队收购吉林二队，组建了男篮，并参加了当年的男篮乙级联赛。球队在联赛中成绩一直平平，直到2006年球队才第一次进入NBL决赛，最终取得第6名。
2006年8月13日，俱乐部宣布解散。